# Formosa do Sul
Formosa do Sul é um município brasileiro do estado de Santa Catarina, localizado no oeste do estado. Sua população estimada em 2011 era de 2.591 habitantes. Formosa do Sul está localizado na Micro-Região Oeste de Santa Catarina e a 626 km da Capital.
Ao Norte faz divisa com os municípios de São Lourenço do Oeste e Novo Horizonte. Ao Sul e Leste com os municípios de Quilombo e Santiago do Sul e ao Oeste com os municípios de Irati e Jardinópolis.

## Apresentação
Formosa do Sul é elogiada por todos que passam por ela, por ser uma cidade bonita e principalmente por seus moradores serem simples, acolhedores e compartilham de seus gestos de dedicação ao próximo, visando uma qualidade de vida. O município é pequeno e ainda cultiva as tradições dos primeiros moradores, isso se percebe no jeito das pessoas, na comida que se faz e na forma de trabalhar. O município teve sua colonização feita por várias etnias, mas em sua maioria por italianos vindos do estado do Rio Grande do Sul, por isso é comum encontrar pessoas que ainda cultivam essa . O município de Formosa do Sul está localizado na Micro-Região Oeste de Santa Catarina e a 626 km da Capital. De acordo com dados do IBGE no Censo de 2010, o município possui 2.603 habitantes.  Que mora em Formosa do Sul é chamado de Formosense. É uma cidade alegre tendo vários atrativos festivos durante o ano inteiro, que integram toda população além de lindos pontos turísticos, já conhecidos por toda região.

## Etimologia
O nome do Município, de acordo com os depoimentos dos moradores mais antigos, foi dado por um padre italiano em homenagem às belezas da localidade. A sugestão do padre, inicialmente, era para a cidade chamar-se “Formosa do Oeste”, porém, como já havia um Município com este nome, mudou-se, então, para “Formosa do Sul”.

## História
O município foi colonizado por volta de 1953 por diversos grupos étnicos, em sua maioria italianos, alemães e poloneses vindos do estado do Rio Grande do Sul. Por esse fator, é comum encontrar pessoas que ainda cultivam as tradições de suas etnias na culinária e na forma de falar. Há ainda a influência dos caboclos que habitaram a localidade por época do desbravamento e deixaram características marcantes na comunidade, que inicialmente foi chamada de Vila Formosa.
Em 25 de setembro de 1985, a Linha de Formosa do Sul foi elevada a categoria de Distrito do Município de Quilombo, e no dia 9 de janeiro de 1992 passou à condição de Município. A instalação ocorreu em 1 de janeiro de 1993, tendo como primeiro Prefeito Municipal (gestão 1993/1996) o senhor Anestor Antônio Simonato e como Vice-Prefeita a senhora Vilsa Maria Corioletti.

## Geografia
O município de Formosa do Sul está localizado na Microrregião Oeste de Santa Catarina e a 626 km da Capital. De acordo com dados do IBGE no Censo de 2010, o município possui 2.601 habitantes. Formosa do Sul possui um clima mesotérmico Úmido, sendo que é muito quente no verão. Sua altitude média é de 425 metros acima do nível do mar. 
Possui uma área territorial de 99,9 km² sendo que 90% é montanhosa e ondulada e apenas 10% é de área plana. Ao Norte faz divisa com os municípios de São Lourenço do Oeste e Novo Horizonte. Ao Sul e Leste com os municípios de Quilombo e Santiago do Sul e ao Oeste com os municípios de Irati e Jardinópolis.
Os grupos étnicos que formam a população formosense são de italianos, caboclos, alemães e poloneses.
De acordo com dados do IBGE no Censo de 2010, o município possui 2.601 habitantes. 1.084 vivem na zona urbana e 1.517 habitantes na zona rural. Um total de 1.327 homens e 1.274 mulheres.

## Política
A 1ª administração do município ocorreu em 1993 sendo Anestor Antônio Simonato e como Vice-Prefeita a senhora VilsaCorioletti.(1993/1996)
As demais administrações subseqüentes foram assim representadas:
- 1997/2000: Prefeita Vilsa Maria Corioletti e Vice – Prefeito Valmir Cozer ( Em Memória ).
- 2001/2004: Prefeito Anestor Antônio Simonato e Vice Prefeito Gelsi Pedro Gregol.
- 2005/2008: Prefeito Anestor Antônio Simonato e Vice-Prefeito Vilso Casagrande.
- 2009/2012: Prefeito Jorge Antônio Comunello e Vice- Prefeito Moacir Paulo Fiorese.
- 2013/2016: Prefeito Jorge Antônio Comunello e Vice- Prefeito Rudimar Conte.
- 2017/2020: Prefeito Rudimar Conte e Vice- Prefeito Silvio Fossatti.

## Economia
A economia do município está diretamente ligada à agropecuária.
Na agricultura temos como principal atividade o cultivo de milho. Entretanto, o feijão e o trigo também se encontram entre as principais culturas produzidas no município.
Já na pecuária destacam-se as criações de suínos, aves e bovinos. Nesta última, temos a criação de gado de corte e gado leiteiro, sendo a atividade leiteira uma das principais atividades nas propriedades rurais de Formosa do Sul.
Além da agropecuária, o município também conta com algumas indústrias de móveis, de madeira e comércios.

## Símbolos Municipais

### A Bandeira
A auditoria dos Símbolos Municipais (Brasão e Bandeira) de Formosa do Sul é do professor de Educação Artística da Escola Cenecista Jorge Lacerda, Jair Lemes da Rosa e do desenhista Heráldico Enir José Ramboda de São Lourenço do Oeste.
A Bandeira Municipal de Formosa do Sul constitui-se de quatro cores que integram as cores da bandeira Nacional, representando também as cores do Brasão Municipal.
AZUL: área maior, retangular, que representa o céu conforme o Brasão Municipal.
VERDE: representado por duas faixas vertical e horizontal, caracterizando a vegetação, reflorestamento e agricultura, ladeadas pela cor amarela.
AMARELO: representado por duas faixas duplas vertical e horizontal, contornando as faixas verdes, representando a riqueza mineral do Município.
BRANCO: representado por um círculo, simbolizando a pureza e a paz, sobre a qual está estampado o Brasão Municipal de Formosa do Sul.

### Brasão
A auditoria dos Símbolos Municipais (Brasão e Bandeira) de Formosa do Sul é do professor de Educação Artística da Escola Cenecista Jorge Lacerda, Jair Lemes da Rosa e do desenhista Heráldico Enir José Ramboda de São Lourenço do Oeste.
O Brasão Municipal contém no sentido horizontal a data da Emancipação do Município (9 de janeiro de 1992) com letras de cor preta sobre uma tarja vermelha contendo o topônimo: Formosa do Sul.
Partem da faixa avermelhada inferior externa do Brasão hastes de cana de milho com espigas verdes, cachos de trigo maduro (amarelo), ramos de feijão com vagens maduras caracterizando os principais produtos agrícolas predominantes no Município.
No interior do Brasão constam as atividades principais do Município, sendo: reflorestamento de araucária e árvores nativas, sobre fundo amarelo ouro, juntamente com uma cabeça de bovino e uma de suíno, na cor branca contornada por preto, simbolizando a pecuária, uma das principais riquezas econômicas do Município. No centro do Brasão, ou coração do escudo, o arado manual em vermelho, cor predominante da Bandeira, contornado em preto, sobre a terra vergada na cor marrom. Acima o céu azulado, com cinco estrelas que simbolizam o Cruzeiro do Sul e identificam Formosa do Sul.
A coroa sobreposta ao Brasão na cor cinza com três torres contornadas em preto, obedece a um traçado em perspectiva do centro do Brasão, refere-se à Liberdade, União e Participação, dando ideia de força quando é construído com trabalho dignificante.
As três partes em vermelho que constituem a torre, caracterizam a Liberdade e a igualdade entre Homens, Povo e Governo.

### Turismo
- Área de Lazer Chico Mendes.
Restaurante na área Rural, bem pertinho da cidade onde tem um espaço amplo com comidas típicas da região
- Tirolesa Vale do Chico

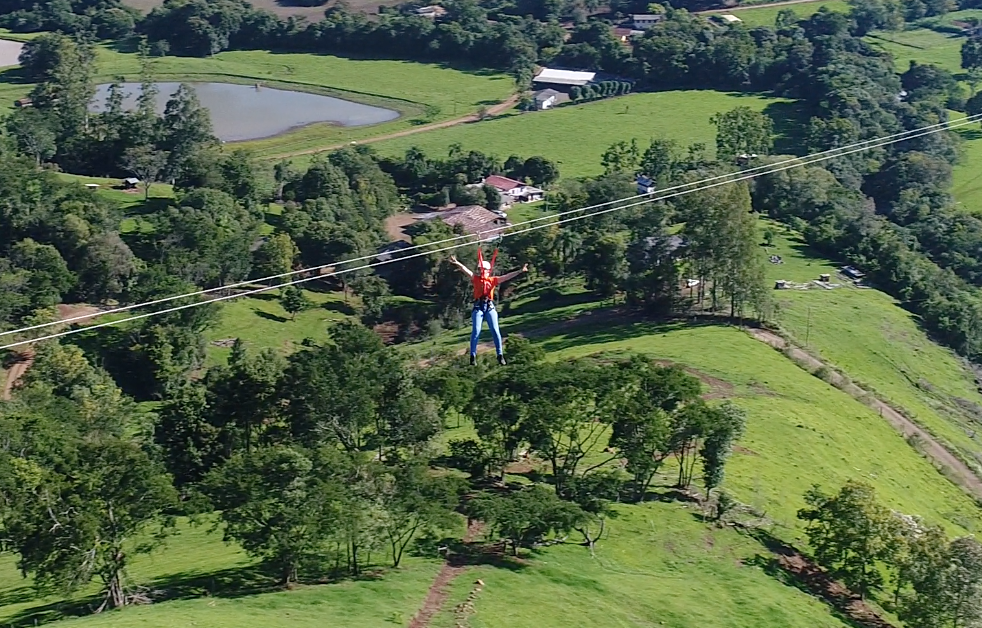

Localizado em Formosa do Sul o "Maior Circuito de Tirolesas do Brasil", a mais são duas tirolesas instalada no Vale do Chico, uma tirolesa com 1.350 mtrs e outra tirolesa finalizando o circuito com 775 mtrs, totalizando 2.150 mtrs de percurso, podendo chegar até 80 km.